# Bitch Please II
«Bitch Please II» es el primer sencillo del rapero Eminem con Dr. Dre, Nate Dogg, Snoop Dogg y Xzibit del álbum The Marshall Mathers LP.
Fue lanzado como sencillo airplay y una promo 12" en 2000, pero no se lanzó como sencillo corriente. Logró alcanzar el #61 en el Hot R&B/Hip-Hop Singles & Tracks. Como dice el título, la canción es un remake del sencillo de 1999 de Snoop Dogg "Bitch Please". Las dos canciones son similares, pero con un nuevo coro cantado por Nate Dogg, y una parodia de Snoop Dogg en la precuela realizada por Eminem.

## Posicionamiento
| Listas (2001)                        | Mejor posición |
| ------------------------------------ | -------------- |
| U.S. Billboard Hot R&B/Hip-Hop Songs | 61             |

- Datos: Q2348912